# Florian Homm
Florian Wilhelm Jürgen Homm (* 7. Oktober 1959 in Oberursel) ist ein ehemaliger deutscher Hedgefondsmanager, Investor und Autor.
Der von Homm verwaltete Hedgefonds Absolute Capital Management (ACM) kam zeitweise auf ein Volumen von bis zu drei Milliarden US-Dollar, brach aber 2007 zusammen. Investoren sollen 200 Millionen US-Dollar verloren haben. Homm tauchte unter, sodass ihn FBI, SEC und DEA zur Fahndung ausschrieben. 2013 wurde Homm nach Hinweisen von Zielfahndern des FBI von der Polizei in Florenz verhaftet. Nachdem die Höchstdauer der Untersuchungshaft abgelaufen war, wurde er 2014 freigelassen. 2021 wurde er vom Bundesstrafgericht in Bellinzona zu drei Jahren Freiheitsentzug, davon 18 Monate zur Bewährung, wegen „qualifizierter ungetreuer Geschäftsbesorgung und mehrfacher Urkundenfälschung“ verurteilt. Der Vorwurf, sich zwischen September 2005 und April 2008 um „mindestens 170.938.806 US-Dollar“ bereichert zu haben, wurde vom Gericht nicht weiterverfolgt. Die betreffenden Delikte wurden in den USA begangen, weswegen nach Auffassung des Bundesstrafgerichts keine schweizerische Gerichtsbarkeit besteht.
Durch die Sanierung des Bundesligisten Borussia Dortmund wurde Homm als Großaktionär in den frühen 2000ern einem breiten Publikum bekannt.

## Leben
Florian Homm wuchs als Sohn des mittelständischen Handwerksunternehmers Joachim Homm und seiner Frau Maria-Barbara Homm im hessischen Bad Homburg vor der Höhe auf. Sein Großonkel mütterlicherseits war der Unternehmer Josef Neckermann. Nach einem Studium an der Harvard University, das er mit einem Master of Business Administration an der Harvard Business School abschloss, begann Homm seine Tätigkeit in der US-amerikanischen Finanzwirtschaft bei der Investmentbank Merrill Lynch, danach war er bei dem US-Fondsanbieter Fidelity Investments, der Schweizer Privatbank Julius Bär und dem US-Vermögensverwalter Tweedy Browne tätig.
1993 machte er sich selbständig und gründete mit dem US-Amerikaner Kevin Devine die auf kleine Unternehmen spezialisierte Investmentgesellschaft Value Management & Research AG (VMR), mit der er später eine Reihe von erfolglosen Unternehmen – wie Toysinternational.com oder Comtelco – an Internetbörsen wie den Frankfurter Neuen Markt brachte. Erste Vorwürfe machten die Runde, Homm beeinflusse durch öffentliche Aussagen und Analysen über Unternehmen die Kurse, um davon dann mit seiner Gesellschaft als Investor zu profitieren. Aus aktueller Sicht verglich Homm sein Wirken nachträglich mit „aktiver Sterbehilfe“, die beinhaltete, vom Untergang von Konzernen zu profitieren.
Der folgende Börsenboom machte ihn reich. Nachdem das geplante Zusammengehen mit der wenig später insolventen Gesellschaft Knorr Capital gescheitert war, verließ Homm VMR. VMR hatte im Jahr 2000 einen Börsenwert von 500 Millionen Euro, der zwei Jahre später mit der Dotcom-Blase kollabierte. Im Jahr 2000, auf dem Höhepunkt der Blase, attestierten die Ärzte dem damals 40-Jährigen Multiple Sklerose, eine Krankheit, an der seine Schwester 2005 verstarb.
Zu Beginn des neuen Jahrtausends gründete er mit anderen in Los Angeles den Hedgefonds Absolute Capital Management Holdings Ltd. (ACM) mit Sitz auf der britischen offshore-Steueroase Kaimaninseln, den er 2006 in das unreglementierte Alternative Investment Market-Segment der London Stock Exchange führte. In seiner erfolgreichsten Phase verwaltete er mit ACM drei Milliarden Euro Kundenvermögen und schaffte damit den Sprung unter die 300 reichsten Deutschen. Sein Privatvermögen wurde auf 400 Millionen Euro geschätzt. Er wurde von der Investmentzeitung Alternative Investment News als Hedge Fund Leader of The Year bezeichnet.
Homm sorgte dann mit seiner Forderung zur Aufspaltung von Freenet für Aufsehen. Er beteiligte sich mit ACM am Reisekonzern TUI und dem Fußballklub Borussia Dortmund. Insbesondere bei Borussia Dortmund sorgte er mit einem Engagement von 20 Millionen Euro für die Rettung des Vereins, leitete mit einer mit der Zahlung verbundenen Erklärung aber auch die Entmachtung der Führung des BVB ein. In seiner Biographie berichtet Homm, er habe eigentlich mit dem BVB Geld machen und ihn an zwei russische Oligarchen verkaufen wollen. Als er, entgegen seiner Gewohnheit, erst nach seinem Einstieg eine Überprüfung des Unternehmens vorgenommen habe, habe er bemerkt, wie schlecht es dem Club gehe, und habe beschlossen, ihn zu retten, da man sich die Verluste nicht habe erlauben können.

### Flucht
Im Verlaufe der Finanzkrise 2007 kam der oftmals in illiquide Werte investierende ACM unter Druck. In der Nacht zum 18. September 2007 tauchte Homm unter. Seine Nachfolger beim ACM-Fonds warfen ihm vor, dass viele „Investments“ einen weit geringeren Wert hätten als ausgewiesen. Die Aktien des ACM verloren bis Juni 2008 rund 93 Prozent ihres Wertes. Es wurde vermutet, er sei mit über 150 Millionen Euro auf der Flucht. Als ACM im April 2009 von der Börse genommen wurde, war das Vermögen von rund 3 Mrd. Dollar auf 2,3 Mio. geschrumpft.
Am 25. Februar 2011 erhob die US-Börsenaufsicht SEC Zivilklage gegen Florian Homm und Todd M. Ficeto. Ebenso war die US-Drogenpolizei (DEA) auf der Suche nach Homm, weil sie vermutete, er könne in Geldwäsche-Geschäfte mit den Drogenkartellen in Südamerika verwickelt sein.
Nach Angaben eines Privatermittlers haben betrogene Anleger ein Kopfgeld von 1,5 Millionen Euro auf Homm ausgesetzt. Ermittler gingen diversen Hinweisen nach, unter anderem wurde vermutet, Homm lebe in Venezuela in der Nähe von Caracas, denn wenige Monate vor seiner Flucht wurde er in Caracas angeschossen. Offiziell hieß es, Straßenräuber hätten versucht, seine Uhr zu stehlen. Vermutlich habe Homm damals schon seine Flucht vorbereitet. Ein nachfolgender Aufenthalt in der Karibik wurde vermutet. Andere vermuteten Homm in Liberia, da er „Kulturattachée Liberias“ an der Botschaft in Paris mit akkreditiertem Diplomatenpass bei der UNESCO war.
Im August 2012 wurde bekannt, dass die Ermittler, die den Aufenthaltsort Homms feststellen sollten, diese Tätigkeit zunächst eingestellt hatten. Einer der Privatermittler wurde aufgefordert, seine Ermittlungstätigkeit unverzüglich einzustellen, da seine Auftraggeber von unbekannten Personen massiv bedroht worden sein sollen. Es sei ihnen klargemacht worden, dass diese Bedrohungen im Zusammenhang mit ihren Ermittlungstätigkeiten in Sachen Homm stehe.
Im Zusammenhang mit der geplanten Veröffentlichung eines Buches (Titel: Kopf Geld Jagd), dessen Verkaufserlöse Homm der Liberia Renaissance Foundation, einer Schweizer Stiftung für liberianische Kinder, spenden wollte, beschrieb Florian Homm in mehreren Interviews mit der Süddeutschen Zeitung, dem Stern und der Frankfurter Allgemeinen Zeitung vom 7. November 2012 seinen Aufstieg, Fall und den erhofften Neuanfang. Am selben Tag veröffentlichten die Financial Times Deutschland und die Wirtschaftswoche ein Interview, in dem er die meisten Vorwürfe ihm gegenüber zurückwies. Als Reaktion auf das auf ihn ausgesetzte Kopfgeld hatte Spiegel Online ein von Florian Homm aufgezeichnetes Video veröffentlicht, in dem sich Homm zu dem auf ihn ausgesetzten Kopfgeld äußert. Bild am Sonntag berichtete am 10. Dezember unter Berufung auf „Homms Umfeld“, dass Homm sich an den Prozessen in den Vereinigten Staaten beteiligen will.
Parallel zur Berichterstattung der New York Times und der Financial Times, in der Homm über seine Rückkehr sprach, veröffentlichte er sein Buch auch auf Englisch (Titel: Rogue Financier). Seine Autobiografie erreichte in Deutschland unterdessen in der Kalenderwoche 47 Platz 27 auf der Bestsellerliste des Spiegel, Platz 11 der Bestsellerliste des Manager Magazins 01/2013 und kam unter die Top 40 der Jahresbestseller der Wirtschaftsbuch-Bestsellerliste 2012 des Manager Magazins.
Am 3. März 2013 hatte Homm gemeinsam mit Sahra Wagenknecht einen Auftritt in der ZDF-Talkshow Peter Hahne (Titel: Eurokrise – Finanzhai trifft Sozialistin) in Berlin und konnte das Studio unbehelligt verlassen.

### Verhaftung und Auslieferungshaft in Italien
Am Mittag des 8. März 2013 verhaftete die italienische Polizei, nach einem Hinweis von Zielfahndern des FBI, den Flüchtigen in der Gemäldegalerie Uffizien in Florenz, Italien. Er war dort in Gesellschaft seiner von ihm geschiedenen Ehefrau, seines Sohns Conrad und dessen Freundin. Zwei Tage vor seiner Verhaftung, am 6. März 2013, hatte die US-Bundespolizei bei dem zuständigen US-Bundesgericht in Los Angeles einen Haftbefehl gegen Homm erwirkt, um in Italien nach seiner geplanten Festnahme seine Auslieferung bei den dortigen Justizbehörden beantragen zu können. Homm war am 6. März von München mit der Bahn nach Italien gereist. Der Vorwurf der Justizbehörden in Los Angeles lautet auf Verschwörung und Betrug mit Wertpapieren. Florian Homm saß in Pisa in Auslieferungshaft. Er wurde später, um eine angemessene gesundheitliche Betreuung zu ermöglichen, von Florenz in ein Gefängnis nach Pisa verlegt. In der Bundesrepublik Deutschland wurde gegen Homm nicht ermittelt.
Das italienische oberste Berufungsgericht Corte Suprema di Cassazione in Rom entschied am 9. Januar 2014 über die Auslieferung des an Multipler Sklerose erkrankten Finanzinvestors. Homm selbst gibt an, dass ihm während der Haft wichtige Medikamente verwehrt worden seien. Der in Italien inhaftierte Florian Homm sollte in die USA ausgeliefert werden. Die Entscheidung des Berufungsgerichts bedurfte der Zustimmung des italienischen Justizministeriums. Die Verteidigung Homms prüfte die Möglichkeit, den Europäischen Gerichtshof für Menschenrechte (EGMR) wegen Verletzung der Menschenrechte anzurufen. Dadurch würde keine Aufschiebung der Auslieferung erreicht.
Als Hedgefondsmanager soll Homm Anlegern in dem ACM-Hedgefonds Verluste von rund 200 Millionen Dollar beschert haben und die US-Börsenaufsicht SEC verlangt von ihm rund 56 Millionen Dollar. Der Strafrahmen bei einer Verurteilung in den USA könnte bis zu 225 Jahre Gefängnis betragen.

### Urteil
2021 wurde er vom Schweizer Bundesstrafgericht in Bellinzona zu drei Jahren Freiheitsentzug, davon 18 Monate zur Bewährung, wegen „qualifizierter ungetreuer Geschäftsbesorgung und mehrfacher Urkundenfälschung“ verurteilt. Der Vorwurf, sich zwischen September 2005 und April 2008 um „mindestens 170.938.806 US-Dollar“ bereichert zu haben, wurde vom Gericht nicht weiter verfolgt. Die betreffenden Delikte wurden in den USA begangen, weswegen nach Auffassung des Bundesstrafgerichts keine schweizerische Gerichtsbarkeit besteht.

### Weiterer Werdegang
Bereits ein halbes Jahr nach seiner Entlassung aus der Auslieferungshaft in Italien im Juni 2014 erhielt Homm die Einladung zu einem Vortrag zum Thema Ethik und Management an der privaten Hochschule für angewandtes Management in Erding. Am 5. November 2014 sprach er dort über seine behauptete Wandlung vom mutmaßlichen Anlagebetrüger zum gläubigen Christen und stellte seine Autobiografie Kopf Geld Jagd vor.
Seit Oktober 2016 führt Homm einen Video-Blog über wirtschaftliche Zusammenhänge auf YouTube. Homm taucht als Protagonist in dem von den Amazon Studios produzierten Dokumentarfilm Generation Wealth von Lauren Greenfield auf. Der Film ist das Porträt einer globalen Kultur der unbändigen Sucht nach Schönheit, Konsum, Geld und Ruhm.
Seit 2016 gestaltet Homm die Meinungs-Sparte Florian Homm spricht Klartext bei RT Deutsch, dem deutschsprachigen Internetangebot des russischen Auslandsfernsehsenders RT. Auf YouTube verbreitet er seine Sichtweise, die insbesondere durch die österreichische Schule geprägt ist. Unter anderem behauptete er zusammen mit Markus Krall, die Hilfspakete gegen die Folgen der COVID-19-Pandemie seien ein Versuch, den Rechtsstaat außer Kraft zu setzen und „Leistungsträger auszuplündern“. Das Magazin Watson bezeichnete seine Thesen als „gefährlicher als die plumpen Verschwörungstheorien der Rechtsextremen“, da sie „Versatzstücke seriöser ökonomischer Theorie“ enthielten, aber dennoch wichtige Dinge außen vor ließen. Nach seinem 2019 erschienenen Buch Der Crash ist da ordnete ihn Werner Grundlehner in der NZZ in die Reihe von Crash-Propheten ein, die mit simplen Argumenten und Lösungen aufwarteten, aber in Fachkreisen keinerlei Ansehen genössen.
Florian Homm ist an einem Börsenbrief mit dem Namen Homm Long & Short Börsenbrief beteiligt.

### Privates
Homm war mit Susan Devine verheiratet, die in Rio de Janeiro geboren und in den USA aufgewachsen war. Gemeinsam haben sie zwei Kinder und sind seit 2006 geschieden. Ihre Scheidung wird in Zweifel gezogen, da der Verdacht naheliegt, dass sie zur Verschleierung von Vermögenswerten inszeniert wurde. Homm ist ein ehemaliger deutscher Basketball-Juniorennationalspieler. Mitte der 1980er Jahre war er in der 1. Basketball-Bundesliga für den Osnabrücker Club BC Giants Osnabrück aktiv. Homm war 2018 im Film  Generation Wealth zu sehen. 2005 erhielt er die Ehrendoktorwürde durch die University of Liberia, die er finanziell unterstützt hat.

## Monografien
- Kopf Geld Jagd. Wie ich in Venezuela niedergeschossen wurde, während ich versuchte, Borussia Dortmund zu retten, Finanzbuch Verlag, München 2012, ISBN 978-3-89879-788-7 (englisch: Rogue Financier: The adventures of an Estranged Capitalist).
- Die einzige Lektion über Aktieninvestitionen, die Sie jemals brauchen werden. Finanzbuch Verlag, München 2013, ISBN 978-3-86248-418-8.
- Die Botschaften der Barmherzigkeit der Jesusmutter Maria für die Welt. Pearl, München 2016, ISBN 978-3-95760-008-0.
- 225 Jahre Knast. Die Bekehrung eines berüchtigten Finanziers, Finanzbuch Verlag, München 2016, ISBN 978-3-89879-951-5.
- Endspiel. Wie Sie die Kernschmelze des Finanzsystems sicher überstehen, 5. Aufl., Finanzbuch Verlag, München 2016, ISBN 978-3-89879-962-1.
- mit Jannis Ganschow: Erfolg im Crash. Wie Sie mit konkreten Anlageideen von der Krise profitieren, 2. Aufl., Finanzbuch Verlag, München 2017, ISBN 978-3-95972-116-5.
- mit Markus Krall, Moritz Hessel: Der Crash ist da. Was Sie jetzt tun müssen! Anlagen, Immobilien, Ersparnisse, Arbeit, Finanzbuch Verlag, München 2019, ISBN 978-3-95972-231-5.
- mit Moritz Hessel: Die Prinzipien des Wohlstands. Denke und investiere wie ein Milliardär, Finanzbuch Verlag, München 2022, ISBN 978-3-95972-567-5.